# ازدواج الرؤية
الشَّفَع أو ازدواج الرؤية أو الرؤية المزدوجة (Diplopia) هي رؤية صورتين لشيء واحد بعض أو كل الوقت. قد تكون الصورتان واحدة فوق الأخرى، جنباً إلى جنب، أو مزيج من الاثنين معاً ويعتمد سبب الرؤية المزدوجة لديك على ما إذا كان ضعف رؤيتك قادم من عين واحدة أو كلتا العينين. سوف يؤثر هذا أيضاً على أي علاج تتلقاه. يتراوح العلاج من نظارات خاصة وتمارين العين، إلى عملية جراحية لإزالة إعتام عدسة العين.

## مسببات الرؤية المزدوجة
تنشئ كل عين، صورةً خاصة بها مختلفةً قليلاً لأن كل عين تقع جسدياً في مكان مختلف. ومع ذلك، لا ترى عادةً سوى صورة واحدة. هذا لأن دماغك يضم الصور التي تنتجها كل عين معاً في صورة واحدة في عملية تعرف باسم الدمج. إذا تلفت عضلات أو أعصاب العين، قد تكون العضلات غير قادرة على التحكم بعينيك بشكل صحيح و ربما تُصاب بالرؤية المزدوجة. وقد تضعف أيضاً عضلات العين نتيجةً لحالة صحية، أوقد تكون عينيك غير مصطفة بشكل صحيح. ويعرف هذا أحياناً باسم الحول.

## الرؤية المزدوجة في عين واحدة
تُعرف الرؤية المزدوجة في عين واحدة بالرؤية المزدوجة الأحادية. يجب أن تكون قادراً على الرؤية بشكل طبيعي إذا تم تغطية العين المصابة، ولكن تستمر الرؤية المزدوجة عندما يتم تغطية العين الغير مصابة. في حالات الرؤية المزدوجة الأحادية، غالباً ما تكون الصورتان منفصلتان قليلاً. ويشار إلى ذلك أحياناً باسم «الظلال».

## الرؤية المزدوجة في كلتا العينين
تُعروف الرؤية المزدوجة في كلتا العينين بالرؤية المزدوجة الثنائية. يحدث هذا عندما تفشل كلتا العينين في العمل معاً بشكل صحيح. إذا كانت تعاني من الرؤية المزدوجة الثنائية، سوف تعود رؤيتك عادةً إلى وضعها الطبيعي إذا تم تغطية إحدى العينين.

## الرؤية المزدوجة العضوية
قد تعاني من الرؤية المزدوجة العضوية عندما تظهر الأشياء في خلفية مجال الرؤية، والتي لا تركّز عليها تحديداً، مزدوجة.
يعوّض دماغك عادةً عن هذا النوع من الرؤية المزدوجة، وغالباً ما يذهب دون أن تُلاحظ. ومع ذلك، فإن الأطفال الذين يشتكون من وجود رؤية مزدوجة يعانون من الرؤية المزدوجة العضوية أحياناً.

## الأعراض
الرؤية المزدوجة هو رؤية صورتين لشيء واحد. يتم الخلط أحياناً بينها وبين عدم وضوح الرؤية، إذا كنت تعاني من عدم وضوح في الرؤية، ستظهر صورة واحدة، ولكنها ستكون غير واضحة، في حين أنه إذا كنت تعاني من الرؤية المزدوجة سترى صورتين في نفس الوقت. قد تكون الرؤية المزدوجة ثابتة، قد تأتي وتذهب، أو قد تحدث فقط عندما تنظر في اتجاه معين. يمكن أن يُسبّب ضعف العضلات على جانبي كرة العين الرؤية المزدوجة الأفقية، حيث ترى صورتين جنباً إلى جنب، عندما تنظر في اتجاه معين (إلى اليسار أو اليمين). كما يمكن أن يسبّب لعينيك مظهر «متقاطع»، أو كما لو أنها تتخبّط، يجب عليك زيارة طبيبك في أقرب وقت ممكن إذا كنت تعاني من الرؤية المزدوجة، خاصةً إذا كنت لم تعاني من الرؤية المزدوجة من قبل. حيث يمكن أن تكون عارضاً لحالة طبية خطيرة.

## ملاحظة الرؤية المزدوجة لدى الأطفال
في حين يكون البالغون قادرين على وصف ما يحدث في أبصارهم، قد لايكون الأطفال الصغار قادرين على تقديم شرح واضح لما يحصل. إذا كان طفلك يعاني من الرؤية المزدوجة، فإنه قد يُضيق أو يَحول عينيه في محاولة للرؤية، أو أنه قد يغطي في كثير من الأحيان عين واحدة بيده. كما أنهم قد يُديرون رؤوسهم بطرق غير عادية أو ينظرون بشكل جانبي بدلاً من النظر إلى الأمام. في بعض الأحيان، قد ينظر الأطفال أيضاً بين الصورتين. ومع ذلك، فإنهم عادةً ما يتعلمون بسرعة تجاهل صورة واحدة. تُسمى هذه العملية بالقمع ويمكن أن تؤدي إلى فقدان دائم للرؤية في تلك العين (الغمش). إذا كنت تشك أن طفلك يعاني من ضعف الرؤية أو الحول اختلال العين، خذهم لرؤية طبيبك في أقرب وقت ممكن. من المهم جداً أن يتم تشخيص الحالة وعلاجها بسرعة.

## الأسباب
يمكن أن تحدث الرؤية المزدوجة في عين واحدة أو كلتا العينين، ويمكن أن تحدث نتيجةً لعدة ظروف مختلفة:
الرؤية المزدوجة في عين واحدة تُعرف الرؤية المزدوجة في عين واحدة بالرؤية المزدوجة الأحادية. تستمر الرؤية المزدوجة عندما يتم تغطية العين الغير مصابة، ولكن يجب أن تكون قادراً على الرؤية بشكل طبيعي عندما يتم تغطية العين المصابة .يمكن أن يكون سببها:
1- عدم انتظام شكل القرنية (اللا بؤرية)، وهو خطأ انكساري
2- جفاف العين، عندما لاتُنتج عينيك ما يكفي من الدموع
3- تشوهات القرنية
4- تشوهات العدسة، مثل إعتام عدسة العين (بقع قاتمة على العدسة)
5- تشوهات في شبكية العين، مثل الضمور البقعي
الرؤية المزدوجة الأحادية أمر نادر الحدوث. بينما تعدّ اللا بؤرية وإعتام عدسة العين الأسباب الأكثر شيوعاً.
الرؤية المزدوجة في كلتا العينين
تُعرف الرؤية المزدوجة التي تحدث عندما تفشل كلتا العينين في العمل معاً بشكل صحيح بالرؤية المزدوجة الثنائية. إذا كانت تعاني من الرؤية المزدوجة الثنائية، ستكون رؤيتك عادةً طبيعية إذا تم تغطية إحدى العينين، إذا كنت تعاني من الرؤية المزدوجة الثنائية، ستتوجه عينيك في زوايا مختلفة قليلاً، مما يؤدي لإرسالهم صور مختلفة إلى الدماغ. تكون الصور من كل عين مختلفةً جداً بالنسبة لعقلك ليخلق صورةً واضحةً واحدةً. يؤدي هذا إلى رؤيتك صوراً مزدوجةً.
الحول
الحول يعني أن تُشير عينيك إلى زوايا مختلفة. إذا كان لديك حَوَل، لا تنظر في نفس الاتجاه لأن بعض العضلات التي تتحكم في عينيك إما أن تكون:
1- ضعيفة أو مشلولة (غير قادرة على التحرك)
2- قوية جداً
3- محدودة (ممنوعة من التحرك)
الحول شائع خاصةً عند الأطفال الصغار. لا تسبّب كل حالات الحول الرؤية المزدوجة ويمكن أن يتكرر الحول لدى شخص قد أُصيب به وهو طفل. في بعض الحالات، يمكن أن يؤدي علاج الحول وإعادة تنظيم العينين إلى الرؤية المزدوجة، حيث يُحتمل أن يكون دماغك قد تجاهل مسبقاً الإشارات من إحدى عينيك. عندما يتجاهل دماغك الإشارات من عين واحدة، يُدعى هذا باسم الكبت.يكون الحدوث المتكرر لحول الطفولة سبباً شائعاً للرؤية المزدوجة عند البالغين.
الحالات التي يمكن أن تسبّب الرؤية المزدوجة
بالنسبة للبالغين، إذا حصلت الرؤية المزدوجة فجأةً وليس بسبب الحول في مرحلة الطفولة، قد تكون علامةً على حالة أخرى تؤثر على حرية حركة العين، العضلات، الأعصاب أو الدماغ. قد تشمل الحالات مايلي:
1- مرض الغدة الدرقية الذي يؤثر على عضلات العين الخارجية - توجد غدتك الدرقية في عنقك وتفرز الهرمونات
2- مرض يؤثر على الأوعية الدموية التي تزود الدماغ بالدم، أو الأعصاب التي تتحكم بعضلات العين (على سبيل المثال السكتة الدماغية أو نوبة نقص التروية المؤقتة )
3- مرض السكري، الذي يمكن أن يسبّب الرؤية المزدوجة عن طريق إتلاف الأوعية الدموية التي تزود العين بالدم
4- الوهن العضلي الشديد، هو حالة تُسبّب ضعفاً في عضلات الجسم
5- التصلّب المتعدّد، هو حالة تؤثر على الجهاز العصبي المركزي
6- تمدّد الأوعية الدموية، هو تضخّم في أحد الأوعية الدموية الذي يسبّبه وجود ضعف في جدار الأوعية الدموية
7- ورم في المخ أو سرطان خلف العين والذي يمنع الحركة الحرة أو يسبّب أضراراً في أعصاب عضلات العين
8- إصابة في الرأس تؤدي إلى تلف في المخ أو الأعصاب التي تحرّك عضلات العين، أو التي تسبّب أضراراً في محجر العين وتُقيّد حركة عضلات العين

## العلاج
إذا كنت تعاني من الرؤية المزدوجة، سيعتمد علاجك على ما إذا كان لديك رؤية مزدوجة في عين واحدة (أحادية) أو كلتا العينين (ثنائية) والسبب الكامن وراءها. قد تُعالج الحالات المسبّبة لها كل على حدة.
الرؤية المزدوجة في عين واحدة
إذا تم تشخيص اصابتك بالروئة المزدوجه الاحادية سيعتمد العلاج على الحالة الكامنه التي تسبب المشكلة.
اللابؤرية
إذا كان لديك رؤية مزدوجه احادية ناجمة عن اللابؤرية (تقوس القرنية بشكل غير طبيعي)، قد يوصف لك عدسات تصخيخية. مثلالنظارات
أو العدسات اللاصقة. معظم الأطفال فوق سن الثانية عشرة قادرون على ارتداء العدسات اللاصقة.تعوض العدسات التصحيحية عن المنحنى الغير
منتظم للقرنية بحيث يتركز الضوء الوارد الذي يمر من خلال العدسة التصحيحية بشكل صحيح على شبكية العين وكذلك الجراحة بالليزر هي خيار
آخر ممكن لعلاج اللا بؤرية.
اعتام عدسة العين
إذا كنت تعاني من الرؤية المزدوجة الاحادية الناجمة عن اعتام عدسة العين (تغّيم العدسة)، قد تحتاج جراحة الساد لازالتها. إذا كان
لديك إعتام عدسة العين في كلتا العينين، سيتم إزالتها في أوقات منفصلة لإعطاء العين الأولى فرصة للشفاء وللسماح بعودة الرؤية.عمليات
الساد هي عمليات شائعة، يتم إجرائها عادةً كجراحة يوم واحد، ممّا يعني أن تكون قادراً على العودة إلى المنزل بعد ذلك بوقت قصير.
الرؤية المزدوجة في كلتا العينين
يعتمد علاج الرؤية المزدوجة الثنائية أيضاً على السبب الكامن وراءها.وتشمل خيارات العلاج الممكنة:
1- ارتداء النظارات
2- إجراء تمارين خاصة للعين
3- تصحيح الموشورات على نظاراتك
4- وضع تغطية على عين واحدة
5- ارتداء عدسات لاصقة معتمة (لا يُرى من خلالها) في عين واحدة
6- إجراء حقن توكسين البوتولينوم في عضلة العين
7- إجراء جراحة في عضلات العين
في بعض الأحيان، يكون الأطفال قادرون على تجاهل الرؤية المزدوجة لأن الدماغ يستطيع التعامل مع المشكلة من خلال تجاهل، أو 'قمع'، واحدة من الصورتين. يتم علاج معظم الحول عند الأطفال (عندما تكون العينان تشيران إلى زوايا مختلفة) بنجاح، إذا تم الكشف عن الحالة وعلاجها في وقت مبكر. اقرأ المزيد عن علاج الحول.
الموشورات
الموشور هو قطعة على شكل وتد من الزجاج أو البلاستيك الذي يَحني الضوء الذي يضيء من خلاله. يمكن تركيب موشورات خاصة تسمى موشورات فريسنل (تُلفظ فرينيل) على نظاراتك وتكون وسيلة فعّآلة لعلاج الرؤية المزدوجة.موشورات فريسنل هي صفائح رقيقة، من البلاستك يمكن النظر من خلالها.
يلتصق أحد الجوانب على عدسة نظاراتك ويكون للجانب الآخر أتلام خاصةً لتغيير الطريقة التي يدخل فيها الضوء إلى عينك. قد تحتاج ارتداء
الموشورات لعدة أشهر. ويمكن تعديل القوة لتتناسب مع عينيك. إذا كانت موشورات فريسنل ناجحة، يمكن الحصول على نظارات مصنوعة من موشورات
بداخلها.
توكسين البوتولينوم
تُستخدم حقن توكسين البوتولينوم في بعض الأحيان لعلاج اضطرابات حركة العين، مثل الحول. توكسين البوتولينوم هو عبارة عن سُم، ولكن بجرعات صغيرة جداً لعلاج مجموعة من الحالات الصحية المختلفة. يتم حقن توكسين البوتولينوم في إحدى العضلات التي تتحكم في حركة العين. فيمنع إرسال الرسائل الكيميائية من الأعصاب ويسبّب استرخاء العضلات. يعني هذا أن العضلة لم تعد قادرة على تحريك عينك وتقوم العضلات الأخرى بتصويب العين.
قد تواجه بعد الحقن، بعض الآثار الجانبية المؤقتة مثل:
1- جفن متدلً إطراق
2- الفرط في تصحيح وضعية عينيك بحيث تكون عيناك غير مصطفة بشكل صحيح، والذي يعني أن «تنحرف»عيناك قليلاً ويبدو كما لو أن عيناً واحدةً تنظر للأعلى أو في الاتجاه المعاكس
3- رؤية مزدوجة أسوأ
عملية جراحية في عضلات العين
إذا كانت الرؤية المزدوجة ناجمة عن الحول، يمكن لعملية جراحية في عضلات العين أن تصحّح وضعية عينيك. يتم اتخاذ أي قرار بإجراء عملية جراحية على أساس أن الفائدة التي تقدّمها الجراحة (عادةً لمحاذاة عينيك) هي أكبر من أي مخاطر بسبب الجراحة. هناك ست عضلات تتحكم بوضعية كل عين. يمكن إضعاف، تقوية أو نقل كل عضلة. اعتماداً على حالة الحول لديك، يتم إجراء الجراحة على عضلات العين لتغيير وضعية عينيك وإعادة محاذاتهما.
مخاطر جراحة الحول هي ما يلي:
1- جعل أي رؤية مزدوجة أسوأ
2- إتلاف العين أو رؤيتك
3- الحصول على نتيجة سيئة من العملية ممّا يمكن أن يعني أنك بحاجة إلى عملية جراحية أخرى للحول سيناقش معك فريق العناية بالعيون المخاطر والمنافع.
العدسة المعتمة داخل العين
بالنسبة لبعض حالات الرؤية المزدوجة، قد يكون الإجراء الجراحي والذي يُعرف باسم العدسة المعتمة داخل العين خياراً. ومع ذلك، يُنصح بإجراء هذه العملية فقط إذا لم تكن طرق العلاج الأخرى ناجحة. يتم استخدام العدسة المعتمة داخل العين فقط لعلاج الناس الذين يعانون من الرؤية المزدوجة الثنائية (كلتا العينين). يتضمن هذا الإجراء عادةً إزالة عدسة العين، إما تحت مخدر موضعي أو تخدير عام، والاستعاضة عنها بالزرع.
على الرغم من أنها تعتبر عمليةً آمنة، هناك مخاطر مرتبطة بتركيب عدسة العين المعتمة. يشمل هذا:
1- تلف العدسة داخل العين بعد أن يتم إدخالها
2- تلف العدسة الطبيعية للعين (إذا لم يتم إزالتها)
3- عدم القدرة على فحص الجزء الخلفي من العين (الشبكية)
4- خفض المجال البصري
لذلك، قبل إجراء زرع العدسة المعتمة داخل العين، يجب عليك مناقشة الآثار المترتبة على هذا الإجراء مع طبيب العيون أخصائي العيون. عملية زرع العدسة المعتمة داخل العين لا رجعة فيها، وسيتضمن إزالة الزرع خطراً كبيراً في إتلاف عينك وسوء رؤيتك.